# Bruno Baiardo
Bruno Baiardo (Roncegno Terme, 24 aprile 1945) è un ex calciatore italiano, di ruolo difensore.

## Carriera
Cresciuto prima nella Miranese, nella quale disputa due campionati di Serie D e successivamente nel Torino, gioca poi diversi campionati in Serie B e Serie C con le maglie di Cesena, Modena, Livorno, Arezzo e Perugia, fino all'esordio in Serie A con gli umbri il 5 ottobre 1975 nella gara interna contro il Milan (0-0). La stagione 1975-1976 in maglia perugina sarà l'unica disputata attivamente in massima serie, coronata da una rete, siglata il 25 aprile 1976 nella gara interna contro l'Ascoli (1-1). Chiude la carriera nel Pisa nel 1978. Complessivamente vanta 24 presenze in Serie A e 245 presenze in Serie B.

## Palmarès
- Campionato italiano di Serie B: 1

Perugia: 1974-1975